# Der Fall Marianne Voss
Der Fall Marianne Voss ist ein Filmdrama von Uljana Havemann aus dem Jahr 2024, dem ein Mordfall zugrunde liegt, der sich 2011 in Brandenburg ereignet hat und von Karin Kaçi in ihrem Drehbuch verarbeitet wurde. Die Hauptrollen übernahmen Jörg Schüttauf und Valerie Koch.

## Handlung
Marianne Voss geht an einem Januarmorgen mit ihrem Hund zum Spazieren in den Wald. Als sie am Abend nicht wieder zurückgekehrt ist, macht sich ihr Ehemann Karsten auf die Suche. Am nächsten Tag findet er mit seiner Stieftochter im Wald die tote Marianne. Sie und ihr Hund wurden beide erwürgt. Wenig später gerät Karsten unter Mordverdacht und kommt in Untersuchungshaft.
Mit Auftakt des Gerichtsverfahrens wird aus den Zeugenbefragungen deutlich, dass das Leben der Eheleute Voss nicht so perfekt war, wie es nach außen den Anschein hatte. Karsten wurde von einer herrischen Mutter erzogen, die später ohne ihn in den Westen floh, als er noch ein Teenager war. Er lernte die Friseurin Marianne kennen und ehelichte sie, kurz nachdem diese von einem anderen schwanger wurde. Nach der Wende nutzte Karsten die Gunst der Stunde und ließ sich zum Bürgermeister des kleinen Ortes wählen. Als tatkräftiger Macher trieb er die Entwicklung voran und verhandelte erfolgreich den Bau eines Badeparadieses. Innerhalb der Ehe war Karsten jedoch unterwürfig und ließ sich von Marianne vieles gefallen. Trennen wollte er sich jedoch nicht, dazu hatte er zu viel aufgebaut. Marianne war der Hund oft wichtiger als der Mann, sie zeigte wenig Verständnis für Karstens schwere Darmerkrankung und Intimität zwischen dem Paar gab es nicht mehr. Marianne plante schon zu Lebzeiten ihre Beerdigung, wobei sie auf ein Einzelgrab bestand.
Karsten nahm sich nach seiner Zeit als Bürgermeister eine teure Wohnung in Berlin, um an einem Roman zu schreiben. Er arbeitete eine Zeit lang auf Honorarbasis, indem er anderen Orten die Vorteile von Badeparadiesen aufzeigte. Er ging eine kostspielige Beziehung zu einer Prostituierten ein, die er selbst nach der folgenden Trennung immer wieder kontaktierte. Er sei ihrer Aussage nach sehr eifersüchtig auf die anderen Männer gewesen, ohne aber ihr gegenüber gewalttätig zu werden. Dennoch hätte sie Angst vor ihm gehabt. Karsten zog dann wieder zu Marianne ins Haus, wo er fortan im Keller wohnen musste. Eine Trennung wäre für Karsten ein finanzielles Problem geworden, was für die Staatsanwaltschaft ein mögliches Motiv darstellt.
Die Staatsanwaltschaft beantragt aufgrund der vorliegenden Indizien eine Verurteilung wegen Mordes. Die Nebenklage, die Mariannes Tochter vertritt, beantragt eine Verurteilung wegen Totschlags im Affekt. Die Verteidigung fordert einen Freispruch, weil sich nur auf Indizien bezogen wird und der Möglichkeit anderer Täter oder eines inszenierten Suizids nicht nachgegangen wurde. Karsten Voss wird trotz seiner Unschuldsbeteuerung wegen Mordes verurteilt und erhält eine lebenslange Freiheitsstrafe. Eine Revision wird als unbegründet verworfen.
Der Film endet mit einem Rückblick der glücklich tanzenden Eheleute Voss, unterlegt mit Udo Jürgens’ Lied Liebe ohne Leiden.

## Produktion und Veröffentlichung
Der Film wurde von Senator Film Produktion in Zusammenarbeit mit Arte und dem ZDF produziert und am 22. März 2024 im Abendprogramm bei Arte ausgestrahlt. Auf dem französischsprachigen Sender von Arte erfolgte die Ausstrahlung mit französischer Synchronisation unter dem Titel L’affaire Marianne Voss. Für die französische Sprachversion zeichnete Karina Films verantwortlich, die Hauptrollen werden von Serge Faliu (Schüttauf) und Danièle Douet (Koch) gesprochen.

## Hintergrund
Der Film stützt sich auf den Mord an Brigitte Scholl, der Ehefrau des ehemaligen Ludwigsfelder Bürgermeisters Heinrich Scholl, die im Dezember 2011 in einem Wald erdrosselt aufgefunden wurde. Am 7. Mai 2013 wurde Scholl in einem Indizienprozess vor dem Landgericht Potsdam des Mordes für schuldig befunden und zu einer lebenslangen Freiheitsstrafe verurteilt. Eine von ihm angestrebte Revision verwarf der Bundesgerichtshof am 7. Februar 2014 als unbegründet. Heinrich Scholl kann frühestens im Jahr 2027 Haftentlassung beantragen. Er lebt in Brandenburg an der Havel im offenen Strafvollzug und darf die Haftanstalt begleitet von Justizbeamten verlassen.
Die Ressortleiterin der Berliner Zeitung Anja Reich hatte die Gerichtsverhandlung über den Mord an Brigitte Scholl verfolgt, mit dem Angeklagten und Personen aus seinem Umfeld gesprochen und 2014 das Buch „Der Fall Scholl“ im Verlag Ullstein veröffentlicht. Das Drehbuch lehnt sich an Reichs Recherchen an.

## Kritiken
Oliver Armknecht vom Filmportal filmrezensionen.de nennt den Film „mehr Drama als Krimi“. Er biete True-Crime-Fans vielleicht nicht das, was sie erwarten, empfiehlt ihn aber als sehenswert und gibt ihm 7 von 10 möglichen Sternen.
Das Magazin Stern schreibt, der Film erschrecke mit seiner Brutalität, weniger im Sinne der entsetzlichen Tat, von der kaum was zu sehen sei. „Es ist vielmehr die seelische Gewalt zwischen den Ehepartnern, die einen immer schlimmeren Sog ausübt, eine exzellente schauspielerische Leistung, die an dunkle Fassbinder-Filme der 1970er-Jahre erinnert.“